# Royal Pavilion
Il Royal Pavilion è una villa situata a Brighton, in Gran Bretagna, che richiama stili artistici orientali.

## Storia
Iniziò la sua storia come modesta fattoria che Giorgio IV del Regno Unito affittava durante le sue prime visite a Brighton nel 1783. Il principe trovò l'atmosfera informale della città così piacevole che nel 1787 commissionò ad Henry Holland la creazione di una villa in stile classico, il Marine Pavilion.

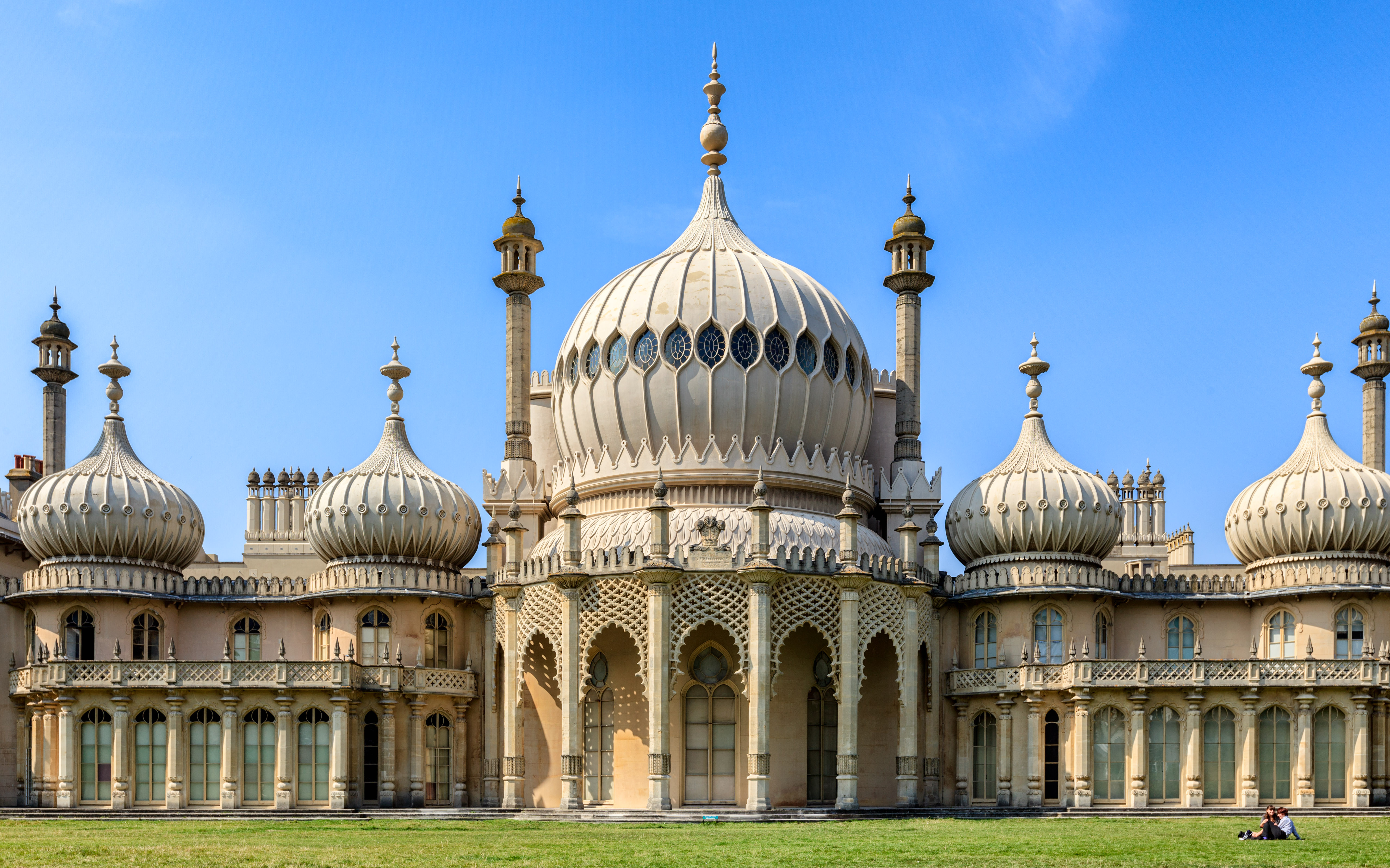
Facciata del Royal Pavilion

Nel 1802, probabilmente affascinato dalle stampe orientali dell'epoca, chiese espressamente ai suoi architetti che tutto il profilo estetico del Royal Pavillion fosse modificato secondo lo stile cinese che caratterizza le decorazioni all'interno (ad esempio la grande Banqueting Room, la Long Gallery e la Music Room). Le cineserie sono costituite da lampadari, porcellane nonché scene di vita e di natura (fioriture, uccelli), dragoni, figure favolose. Nella Banquetin Room sono presenti simboli della Massoneria cui il Principe del Galles era legato. Nella Music Room le pareti furono decorate da Frederick Crace e Henry Lambelet (1781-1860) con scene di vita cinese, su fondo rosso arricchite con oro e tratte da Il costume della Cina di William Alexander, pubblicato nel 1805.

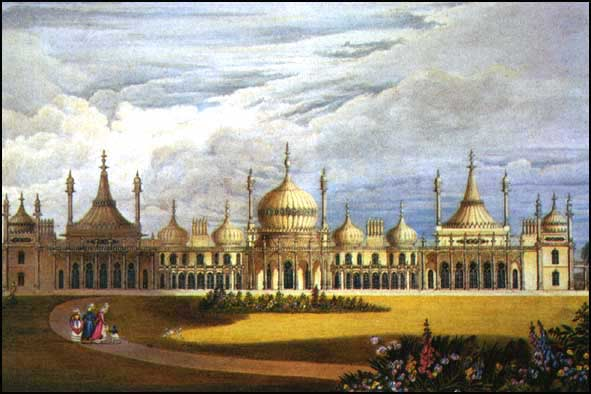
Edificio in un disegno del 1826

Giorgio IV non visitò mai l'Oriente e quindi molto spesso la casa mostrava uno stile chiaramente eccessivo, tipico di un occidentale che immaginava l'Oriente grazie a quadri e disegni dell'epoca. Anche l'esterno del palazzo venne pesantemente modificato, fino ad assumere l'aspetto che porta oggi, chiaramente ispirato all'architettura indiana, più precisamente all'architettura Moghul. Il Royal Pavilion è stato appunto realizzato per richiamare la bellezza dell'Oriente e per mostrarla all'Occidente. D'altronde fino alla sua incoronazione ufficiale Giorgio IV era solito dedicarsi con un certo fervore alla vita mondana, e le feste nel suo palazzo erano all'ordine del giorno. Non è un caso, quindi, che nell'arredare le stanze e costruire gli ambienti scelse sempre uno stile volto a sorprendere i propri ospiti.

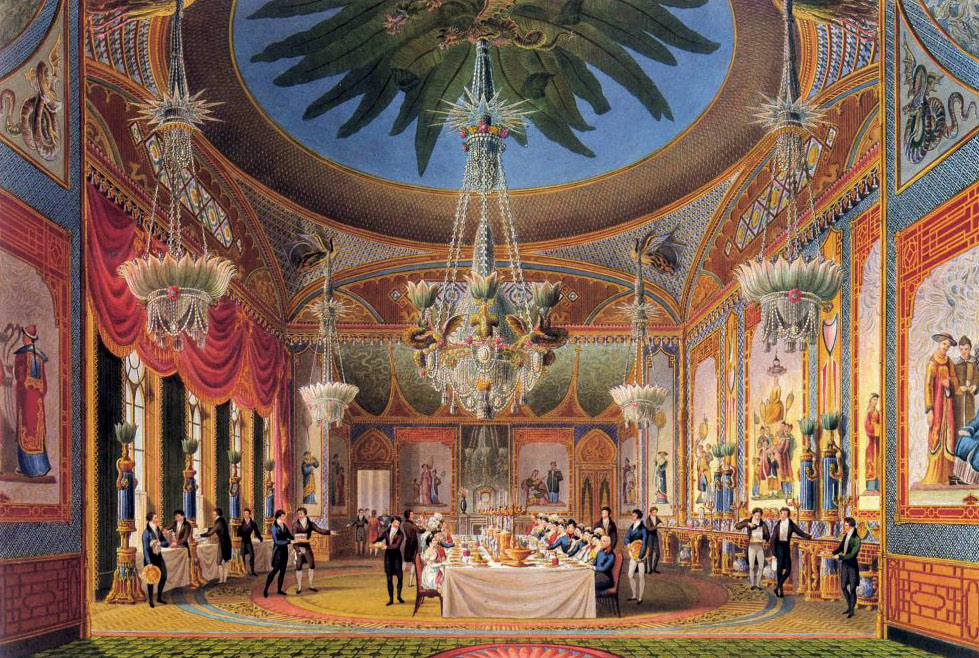
La sala dei banchetti del Royal Pavilion

Nel 1811 Giorgio divenne principe reggente e tra il 1815 e il 1822 John Nash ampliò ancora la villa con un'ala aggiuntiva, la cui stanza centrale fu abbellita con una volta arredata da centinaia di conchiglie ricoperte di una sottile lamina d'oro (le originali sono andate perdute in alcuni incidenti).
Giorgio IV regnò dal 1820 al 1830. Anche il fratello Guglielmo IV (1830-1837) condivise la sua passione per la città mentre la nipote, la Regina Vittoria (1837-1901), trovò Brighton troppo affollata e vendette il pavilion alla città nel 1850, dopo averlo prima vuotato di tutti i mobili e gli altri oggetti d'arredamento.
Da allora la mobilia e le decorazioni originali sono state restituite al castello e quindi restaurate. Tra gli oggetti esposti ve ne sono alcuni concessi dalla Regina in prestito permanente.